# Joint Task Force 510
Die Joint Task Force 510 oder JTF-510 ist eine von zwei schnellen Eingreiftruppen es USPACOM. Gestellt wird die Eingreiftruppe vom SOCPAC und besteht dabei aus Spezialeinheiten. Diese Einheit ist keine stehende Einheit, sondern wird vom Secretary of Defence, für den US Commander in Chief, Pacific, dem Kommandeur des PACOM, gestellt.
Der Auftrag besteht darin in einer Krisensituation die Situation zu beurteilen, Vorgehensweisen vorzuschlagen oder auch selbst militärische Operation durchzuführen. Weiter soll das JTF-510 in Humanitären Krisen, bei Katastrophen eingesetzt werden. Sollte es nötig sein, kann das JTF-510 auch Nichtkombattanten befreien. Weiter kann das JTF-510 bei größeren Krisen die Vorhut bilden, um den Einsatz eines größeren Combined Joint Task Force vorzubereiten.

## Einsätze
In den 1990er Jahren war das JTF-510 für verschieden Joint Combined Exchange Training aktiviert worden.

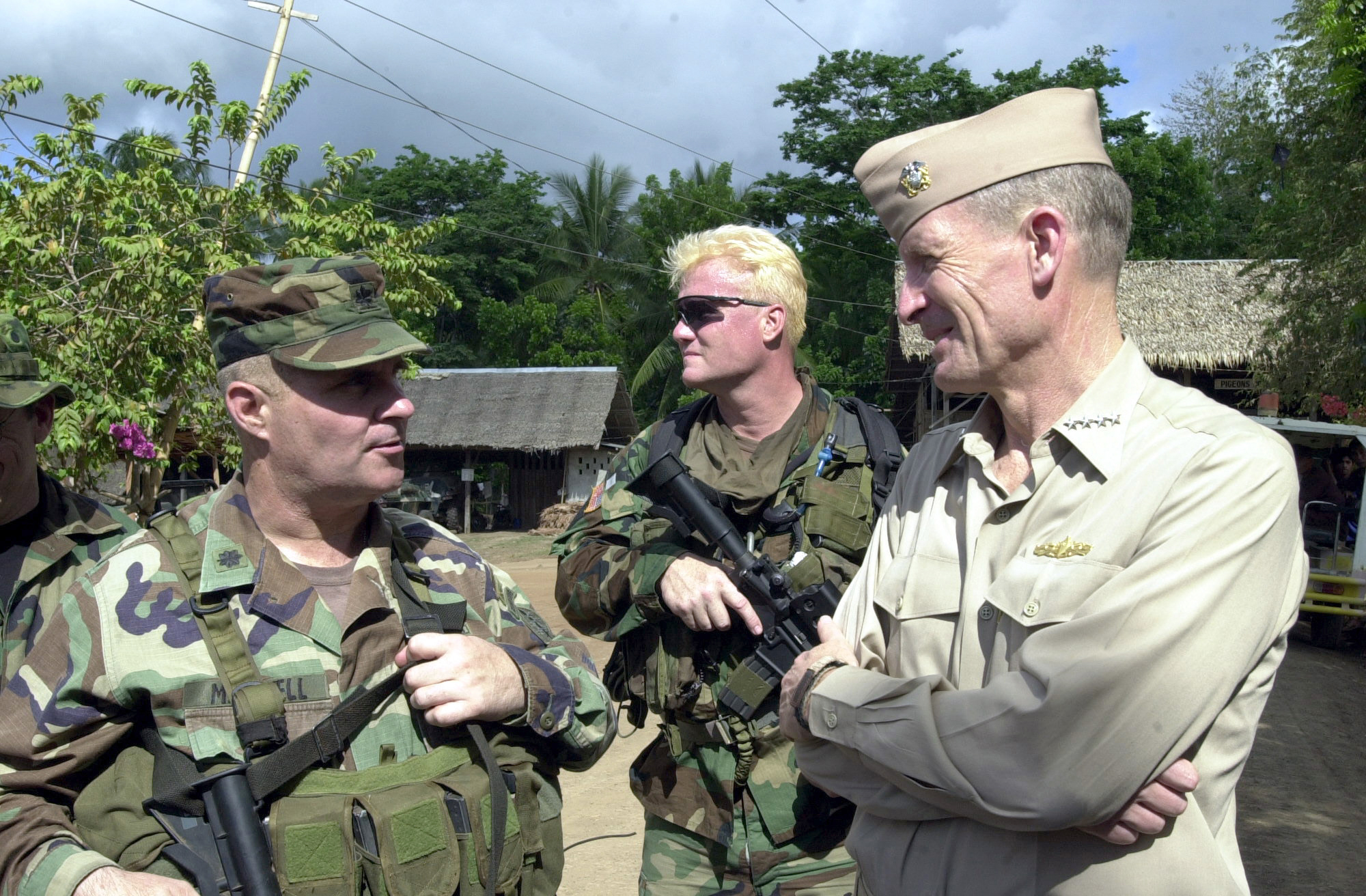
Admiral Dennis C. Blair spricht mit Soldaten des USASFC bei einem Einsatz der JTF-510 in den Philippinen.

Einen größeren Einsatz hatte das JTF-510 mit der  Operation Freedom Eagle in den Philippinen. Es war dabei in das Manöver Balikatan 02-1 eingebunden. Erste Soldaten kamen im Januar 2002 in die Philippinen. Später entsendete das 1st Special Forces Group Teile des 2. und 3. Bataillons. Weitere Soldaten wurden der JTF-510 zur Verfügung gestellt um Anti-Terror Schutz und Schutz der Einsakräfte zu garantieren. Ab dem Februar 2002 haben verschiedene Einheiten der JTF-510 das Philippinische Heer und die Philippinischen Marineinfanterie beraten. Am 1. September wurden das JTF-510 deaktiviert. Einige Einheiten der JTF-510 haben die begonnenen Aktivitäten nach der Deaktivierung weiter betreut und bildeten fortan das Joint Special Operations Task Force - Philippines. In dieser Zeit wurde das JTF 510 vom Donald C. Wurster kommandiert.